# Nélée et Myrthis

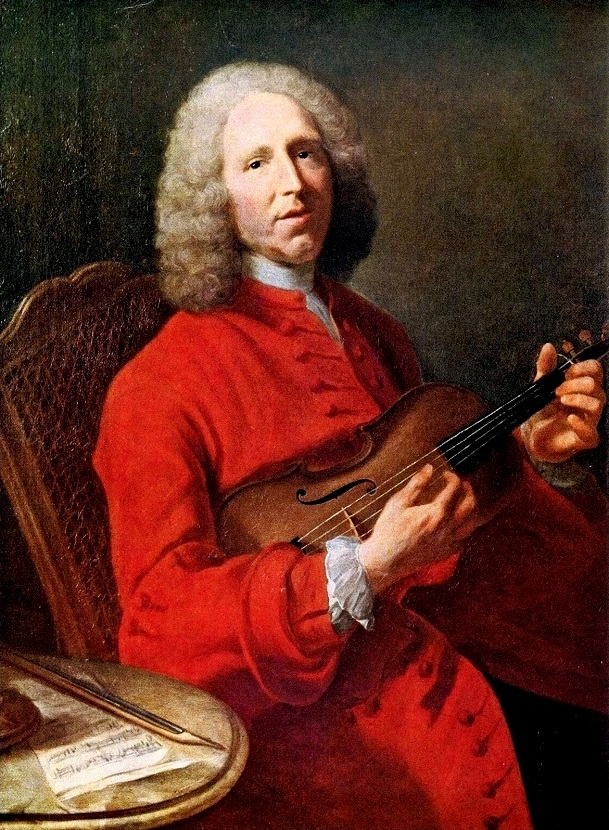
Jean-Philippe Rameau

Nélée et Myrthis (eller Mirthis) är en opera (acte de ballet) i en akt med musik av Jean-Philippe Rameau.

## Historia
Bakgrunden till operan är lika oklar som historiken bakom Io och Zéphyre. Man känner varken till när operan är komponerad (troligen efter 1745), varför den skrevs eller namnet på librettisten. Verket kan ha utgjort en del av en opéra-ballet med titeln Les Beaux Jours de l'Amour. Men uppenbarligen övergav Rameau idén att färdigställa projektet. Det är föga troligt att operan uppfördes under Rameaus levnad. Det första kända uppförandet av operan ägde rum först 22 november 1971 i Melbourne.

## Personer
- Nelée (baryton)
- Myrthis (sopran)
- Corinne (sopran)

## Handling
Atleten Nélée segrar i de argivska spelen. Han älskar den kvinnliga poeten Mythis men hon håller sig kallsinnig inför hans uppvaktning. För att göra henne svartsjuk flirtar han med Corinne. Men Myrthis riktiga känslor för Nélée kan inte döljas då hon lägger segerkransen över hans huvud.